# Myrsine ronuiensis
Myrsine ronuiensis är en viveväxtart som först beskrevs av Martin Lawrence Grant och som fick sitt nu gällande namn av Francis Raymond Fosberg och Marie-Hélène Sachet.
Myrsine ronuiensis ingår i släktet Myrsine och familjen viveväxter. Inga underarter finns listade i Catalogue of Life.